# Chopin: desiderio d'amore
Chopin: desiderio d'amore (Chopin. Pragnienie miłości) è un film diretto da Jerzy Antczak.
La pellicola tratta la seconda metà della vita del compositore e pianista Fryderyk Chopin approfondendo soprattutto il rapporto del musicista con la scrittrice George Sand e quello complicato con i figli di lei. Il film si sofferma sul lato umano dei personaggi piuttosto che quello artistico.

## Trama
Il geniale musicista è ancora ragazzo, e si trova in una Polonia occupata dai russi. Per questo motivo e per le basse possibilità di far carriera in patria, decide di partire per l'Europa occidentale. Nonostante i problemi iniziali riuscirà ad affermarsi come musicista ed a godere di una certa fama a Parigi, dove, oltre ad importanti personaggi come Franz Liszt incontrerà la più importante donna della sua vita, George Sand, che in quel periodo ha appena vinto la causa di divorzio contro il marito. Inizia la convivenza con lei ed i suoi figli difficile specie nel rapporto con il figlio maggiore che fatica ad accettare il nuovo uomo della madre.